# Стура (Асти)
Стура је насеље у Италији у округу Асти, региону Пијемонт.
Према процени из 2011. у насељу је живело 28 становника. Насеље се налази на надморској висини од 269 м.